# Arlington Renegades
Gli Arlington Renegades , in precedenza chiamati Dallas Renegades, sono una franchigia professionistica di football americano con sede ad Arlington (Texas), gioca nella X Football League dalla stagione 2020. La franchigia disputa le sue gare al Globe Life Park.
Dallas si unì a New York, Seattle, Houston, Los Angeles, St. Louis, Tampa Bay e Washington, D.C. quali città inaugurali della lega. Le squadre avevano un roster di 40 giocatori attivi e disputavavno una stagione regolare da 10 partite. Vince McMahon, proprietario della lega, ha affermato "il gioco vedrà delle regole semplificate per velocizzare le partite che dovrebbero concludersi in meno di tre ore".
L'immagine della squadra si ispira al mito delle bande di motociclisti.

## Storia
Sette delle otto squadre inaugurali assegnate da Vince McMahon sono localizzate in città che hanno già una franchigia della NFL. I Renegades erano la prima squadra di football all'aperto nell'area di Dallas-Fort Worth all'infuori della NFL  dai Dallas Rockets e dai Fort Worth Braves della Texas Football League, lega fallita a metà della stagione 1971; l'area metropolitana è stata rappresentata da numerose squadra indoor, come i Dallas Texans, i Fort Worth Cavalry, i Dallas Desperados e i Dallas Vigilantes dell'Arena Football League e gli Allen Wranglers e Texas Revolution. Il mercato degli sport invernali nell'area è relativamente affollato, con i Dallas Stars della NHL, i Dallas Mavericks della NBA e l'FC Dallas  della MLS.
Il 7 febbraio 2019, Bob Stoops, storico allenatore degli Oklahoma Sooners, fu assunto come primo capo-allenatore della squadra.
Il nome, il logo e le divise dei Renegades furono annunciato il 21 agosto 2019 assieme alle altre formazioni della lega. 
Il 9 febbraio 2020, i Renegades disputarono la loro prima partita, una sconfitta per 15-9 contro i St. Louis Battlehawks.
Nel 2023 i Renegades vinsero il loro primo titolo.

## Titoli
- Campione XFL 2023